# یک جیب پر پول
یک جیب پر پول فیلمی به کارگردانی قدرت‌الله صلح‌میرزایی محصول سال ۱۳۸۸ است. این فیلم یکی از بهترین آثار صلح میرزایی می باشد .

## بازیگران
- سیدجواد رضویان
- رضا شفیعی‌جم
- آناهیتا همتی
- شهره لرستانی
- محسن قاضی‌مرادی
- احمد پورمخبر
- یوسف صیادی